# 特拉默河
47°14′11″N 7°14′22″E / 47.23635°N 7.23956°E
特拉默河是瑞士的河流，位於該國中西部，流經伯恩州，屬於比爾斯河的左支流，河道全長11.6公里，流域面積39.8平方公里，發源自特拉姆朗附近，河口處在勒孔维利耶以東。